# 河西里音
河西 里音（かさい りおん、1987年4月13日 -  ）は、日本の元歌手、元女優、元モデル。アービングに所属していた。

## 略歴
東京都出身。2人姉妹の長女で、妹（次女）は元AKB48の河西智美。妹と一緒にAKB48二期生のオーディションも受けていた。オーディションに落ちた時には「頭が真っ白になった」と話し、後に「妹には嫉妬もしていたが、私が色々活動で成功した時に喜んでくれてすごくうれしかった」とも話している。
2006年の女性アイドルグループSurvivё結成時のメンバー。2009年5月31日のライブを最後に脱退を発表。
2009年10月1日、芸名を「河西舞桜」から「河西里音」に改名した。同年11月28日に小岩ブルーキーズにて里音としての1stライブを行った。
2011年4月12日に銀座TACTにてライブが行われ、新曲として東日本大震災被災地への応援ソングである『smile again』を披露した他、誕生日前日という事もありたくさんのプレゼントやお祝いの花などが贈られた。同年6月4日～5日にシネマート六本木にて、映画作品『2人のAREA』が上映され、ショウコ役で主演を務めた。
同年7月13日に新宿ルイードK4にて初の全曲オリジナルでのライブを行い、新曲『Destiny』を初披露。翌8月14日にTSUTAYA南砂店にてインストアイベントを行い、ソロ初となるシングルCD『ひまわり〜七色のRainbow〜』を先行発売。イベント後には原宿クロコダイルにてライブを行った。
同年9月1日、KRmusicからK-VISIONに事務所を移籍。同月4日にTSUTAYA一関中央店（岩手県）にてインストアイベントを行った。
同月21日に『ひまわり〜七色のRainbow〜』が全国発売。同日から22日にかけてレコ発ライブを新宿ルイードK4で行い、新曲『アロマ』を初披露するとともに、この日のライブにおけるトリを務めた。
2012年7月、K-VISIONから現在の所属事務所であるアービングに移籍。
2013年10月1日にアパレルブランドのディレクターに就任することが発表され、同月15日にブランド名が『Jelill』であることを発表した。同月31日には初の展示会を行った。
2014年11月1日、アイドル育成型居酒屋＆カフェ「大宮アイドール」のアイドル育成プロデューサーに就任することを発表。同日、2ndシングル『君色』発表イベントをアイドル育成型居酒屋&カフェ「大宮アイドール」常設ステージで披露した。
2021年4月12日、結婚し妊娠していること、そしてこの日をもって芸能界を引退することを発表。

## 曲
- ひまわり〜七色のRainbow〜 （自分をひまわり、ファンを太陽に例えてファン方がいるから自分が咲いていられるという思いを込めて書いた曲）
- Dear...Friend （大人になるにつれてなかなか会えなくなってしまった親友に向けて、いろいろ相談にのってもらったりしたのに自分は何も出来なかったという思いを歌った曲）
- Orange★ （友達だと思っていた相手をいつの間にか好きになってしまった、という少し切ない片思いのバラード曲）
- smile again （“東日本太平洋沖地震”をテーマに、一日でも早く日本に笑顔が戻りますように...という思いを込めて書いた曲。ライブの最後に歌う曲で皆でタオルを回して盛り上がる）
- Destiny （片思いの女性の気持ちを歌った曲。）
- アロマ
- 君色...　（究極のせつなラブソング　ＬＩＮＥ既読無視...会いたいよ...）
- Future Key
- Lover Friend

## CD
- ひまわり〜七色のRainbow〜（2011年9月21日発売）
- 夢の中のストーリー
- アイタイヨ〜LOVE OF MY LIFE
- Over The Rainbow〜頑張るあなたへ〜
- 君色…（2014年11月1日発売）

## DVD
- ひきこさん ASIN B001H8C76Y河西 朋美役（妹のAKB48・河西智美に因んでいる）
- 真ひきこさん　岩崎 宏美役
- エクスリベンジャーズ ひきこさん ミ･ナ･ゴ･ロ･シ 岡崎 栞役
- 2人のAREA ショウコ役（主演）

## 出演

### テレビ
- ニャンちゅうワールド放送局（NHK Eテレ、2013年4月7日 - 2015年3月22日） - 10代目おねえさん
- ニャンちゅう!宇宙!放送チュー! ニャンちゅう!30周年スペシャル（NHK Eテレ、2022年10月9日） - ゲスト出演

### 舞台
- エアースタジオプロデュース ミュージカル「GO,JET!GO!GO! Vol.1」（2011年12月16日 - 24日、アクアスタジオ） - ナッツ 役
- 劇団空感エンジン第5回本公演「ロンリー」（2012年2月15日 - 19日、池袋・シアターグリーン BIG TREE THEATER） - リナ 役
- 落下ガール（2013年3月8日・9日、シアターサンモール） - 石川さゆき 役

### ラジオ
- 里音の春夏秋冬Voice★（2011年5月 - 、調布FM）